# Muscolo flessore superficiale delle dita
Il muscolo flessore superficiale delle dita (flexor digitorum superficialis) è un muscolo anteriore superficiale dell'avambraccio (posto però al di sotto di pronatore rotondo, flessore radiale del carpo, palmare lungo e flessore ulnare del carpo)  e della mano.

## Origine ed inserzione
Il muscolo prende origine dalla epitroclea (epicondilo mediale dell'omero) e con un capo radiale al di sotto della tuberosità bicipitale. Il capo omerale si divide in un piano profondo ed uno superficiale. A metà avambraccio nello strato superficiale confluisce il capo radiale costituendo così un muscolo che appare diviso in uno strato superficiale ed uno strato profondo. Lo strato superficiale è carnoso nella parte inferiore ed è come se originasse dalla parte fibrosa posta più in alto. Distalmente la parte carnosa si divide in due ventri che con due tendini vanno verso il terzo ed il quarto dito. Lo strato profondo quindi deriva solo dal capo omerale; anche questo dividendosi in due tendini arriva al secondo e quinto dito. Al carpo i quattro tendini si dispongono in un solo piano per raggiungere le rispettive falangi. In corrispondenza della prima falange i tendini si dividono in due linguette che permettono l'affioramento del tendine del flessore profondo. Le linguette che sie erano create si ricongiungono dietro questo tendine creando una sorta di 'chiasma'. Si fissa sulla seconda falange.

## Azione
L'azione principale del muscolo è quella di flettere la seconda falange sulla prima.